# Mark Bridge
Mark Robert Bridge (ur. 7 listopada 1985 w Sydney) – australijski piłkarz występujący na pozycji napastnika. Zawodnik klubu Sydney FC.

## Kariera klubowa
Bridge seniorską karierę rozpoczął w 2003 roku w zespole Parramatta Power z National Soccer League. Przez rok rozegrał tam 5 spotkań. W 2005 roku został graczem klubu Newcastle United Jets z A-League. Zadebiutował tam 26 sierpnia 2005 roku w przegranym 0:1 pojedynku z Adelaide United. 1 września 2006 roku w przegranym 2:3 spotkaniu z Queensland Roar. W 2008 roku zdobył z zespołem mistrzostwo A-League.
W tym samym roku Bridge odszedł do Sydney FC, także grającego w A-League. Pierwszy ligowy mecz zaliczył tam 16 sierpnia 2008 roku przeciwko Melbourne Victory (0:0). W 2009 roku grał na wypożyczeniu w chińskim Tianjin Teda. Potem wrócił do Sydney, z którym w 2010 roku wywalczył mistrzostwo A-League.

## Kariera reprezentacyjna
W reprezentacji Australii Bridge zadebiutował 22 marca 2008 roku w zremisowanym 0:0 towarzyskim meczu z Singapurem. W tym samym roku wraz z kadrą U-23 wziął udział w Letnich Igrzyskach Olimpijskich, zakończonych przez Australię na fazie grupowej.